# الهندوسية والأديان الأخرى

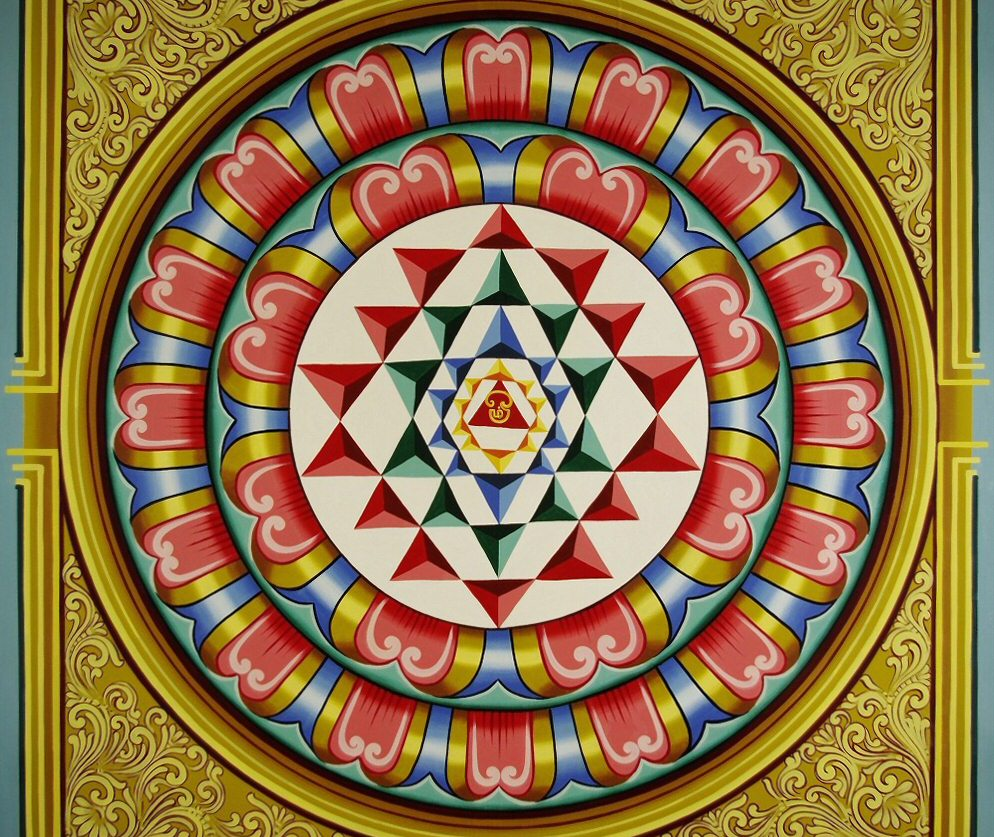
أيقونات معبد على الطراز الهندي الجنوبي يانترا، مع رمز أوم (أوم) في وسط اليانترا معبد سري ماريامان

في مجال دراسات الدين المقارن، بحث العديد من العلماء والأكاديميين والشخصيات الدينية في العلاقات بين الهندوسية والأديان الأخرى.

## الأديان الهندية

### اليافالي
الدين اليافالي والديانة الهندوسية هما نظامان عقائديان في الهند. على الرغم من أن اليافالي لا يزال ينتمي رسميًا للهندوسية ويعتبره بعض المراقبين أحد طوائف الهندوسية، بينما يدّعي معتنقو الدين بأنه دينٌ مستقل. وأبرزما يميّزه عن الهندوسية هو مفاهيم الدين اليافالي للخير والشر والدارما.
ينظر الهندوس إلى الفيدا والبهاغافاد غيتا ونصوص أخرى من شاسترا على أنها كتبٌ مقدّسة، بدلًا من الأكيلام. يعتقد الدين اليافالي أن الكتب المقدّسة الهندوسية كانت ذات يوم شرعية، لكنها فقدت الآن فحواها بسبب ظهور الأكيلام. اعتقد كاليان بالفيدا باعتباره نعمة وبالتالي فقدت جميع الكتب الدينية السابقة بما في ذلك أغاما والبورانا جوهرها، ليبقى الأكيلام كتاب الكمال الوحيد. تنصّ العديد من الادعاءات المشكوك بصحّتها على أن اليافالي لا يعتبر الفيدا مقبولًا اليوم ككتاب كمال، لأن هناك اقتباسًا في الأكيلام عن فينيسان: "Avan pilathaal vedamondruntakki" (جاء بالفيدا من نيّته). لقد فقدت جميع النصوص الدينية السابقة جوهرها فوفقًا لرؤية اليافالي في اللحظة التي جاء فيها كالي إلى العالم.
على الرغم من أنه لدى اليافالي العديد من الاختلافات عن الهندوسية الشعبية، إلا أنهما يشتركان في العديد من المعتقدات والممارسات. بما أن الهندوسية هي في الحقيقة شجرة متعدّدة الفروع، فإن اليافالي هي الأقرب إلى السمارتية ومعتقدات الأدفايتا الخاصة بها في الفكر.

### البوذية
للبوذية والهندوسية أصول مشتركة في حضارة نهر الغانج في شمال الهند خلال ما يسمى بـ «التحضر الثاني» نحو 500 قبل الميلاد؛ إذ تشاركتا معتقدات متوازية لطالما كانت موجودة جنبًا إلى جنب، ولكنهما امتلكتا أيضًا اختلافات واضحة فيما بينهما.

### الجاينية
لدى الهندوسية والجاينية وجهة نظر متشابهة إلى حدٍّ ما حول موضوع الزهد، أو بعبارةٍ أبسط، الامتناع عن الملذّات. يُعتقد أن معتقداتهم حول هذا الموضوع تنبثق من الاعتقاد المبكر بأن بعض الممارسات التأمّلية والرهبانية تطهّر الجسد من النجاسة. أعطت النظرية الهندوسية للكارما الجاينية قدرًا كبيرًا من الدعم لتبدأ في التشجيع على الزهد. يعزو كل من هذه التقاليد الجشع البشري والكراهية والوهم إلى وجود بقايا نجسة (سامسكارا أو فاسانا) التي يجب تطهيرها في الوقت الذي يمضي فيه المرء نحو «الحرية» (الموت). يعتقد كل من هذه الديانات أن ممارسة الزهد لا تصبّ في صالح الفرد وحسب، بل في صالح المجتمع ككل. يلعب اللاعنف دورًا كبيرًا في هاتين الديانتين، لذا يرتكز مفهوم الزهد ارتكازًا كبيرًا على معتقداتهم.

### السيخية
حدث التفاعل التاريخي بين السيخية والهندوسية نتيجةً لكون كليهما قد تأسّستا في شبه القارة الهندية ولوجود غالبية معتنقيهما هناك.

## الأديان الإبراهيمية

### اليهودية
لعل أكثر ما يجمع الهندوسية واليهودية هو حقيقة كونهما من بين أقدم الأديان الموجودة في العالم. لقد تشاطرتا علاقة مرموقة طوال العصور التاريخية والحديثة.

## أديان أخرى

### البهائية
تعترف عقيدة البهائية بالهندوسية كواحدة من أربع ديانات معروفة وتعتبر أن كتبها المقدّسة تنبؤ بقدوم حضرة بهاء الله (أفاتار كالكي). ويعد كريشنا من ضمن التجسيدات المتعاقبة للإله. يُنظر لمصداقية النصوص الهندوسية المقدسة على أنها غير جدية بالثقة.

### الزرادشتية
تتقاسم الهندوسية والزرادشتية جذرًا مشتركًا في الديانة الهندوإيرانية البدائية. اشتركت الزرادشتية مع الهند بأكثر من ألف عام من التاريخ مع ثقافة وشعب الهند. يسمّى الزرادشتيون في الهند هناك بالبارسيين.

### اليزيدية
هناك العديد من أوجه التشابه بين عادات الهندوس واليزيديين. في الواقع، كما جرت الإشارة في العصور القديمة جدًا إلى احتمال كونهما شعبًا واحدًا. كشفت المقارنات الأخيرة والأبحاث التاريخية بين الشعبين عن العديد من الروابط، ولذلك يعتقد اليوم آلاف الهندوس واليزيديين أنهم جزء من نفس العائلة.